# Marcenaria

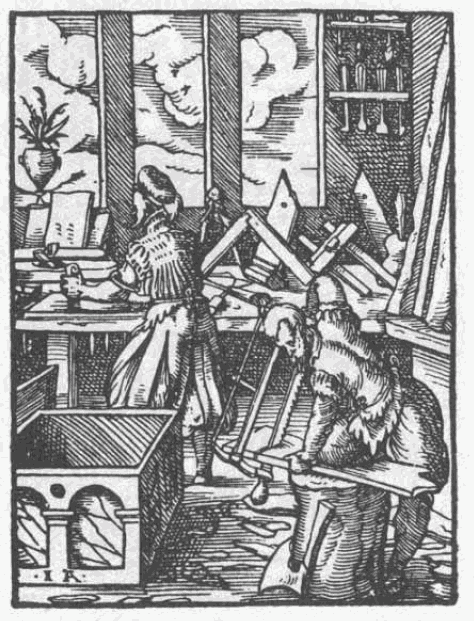
Ilustração de uma marcenaria na Alemanha, 1568

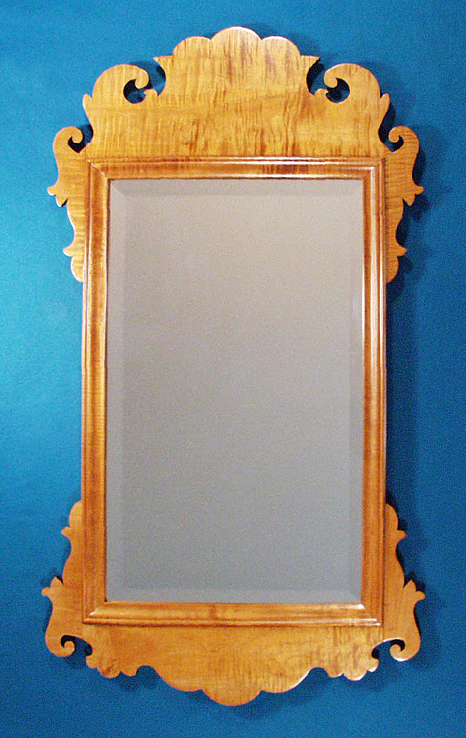
Moldura feita com adornos de trabalho de marcenaria.

Marcenaria é a oficina onde trabalha o marceneiro, um profissional do setor da movelaria, especialista em trabalhos artísticos e artesanais de transformar peças de madeira em objetos úteis ou decorativos, cortando, encaixando e entalhando peças e objetos de modo delicado e paciente.
A marcenaria surgiu da carpintaria, ramo do especialista em trabalhos com madeira em estado bruto ou maciço (em estado natural), com a função de beneficiar a madeira em peças para uso em construções. Nos dias atuais, o marceneiro costuma utilizar laminados industrializados de madeira, como: compensado, aglomerado, MDF, fórmica e folhas de madeira.
A marcenaria abrange o fabrico de móveis, mas está mais ligada ao trabalho artesanal do que ao industrial. Apesar de o marceneiro moderno fazer uso de máquinas em grande parte do trabalho, ele ainda é um artesão. O profissional que produz exclusivamente móveis sob encomenda ou sob medida para determinados ambientes, principalmente com chapas como o MDF e o aglomerado pela grande indústria, designa-se antes como setor moveleiro.

## Ferramentas
A marcenaria evoluiu muito, especialmente devido aos avanços tecnológicos, que permitiram a fabricação de móveis em maior escala. Dentre as ferramentas que surtiram maior impacto no processo de fabricação de móveis planejados de fino acabamento, estão: serra circular, serra tico-tico, lixadeira, desempenadeira, graminho, formão, tupia, plaina, serrote, coletor de pó. Deve-se exercer grande cautela na operação destas máquinas, pois, em caso de acidente, os danos podem ser irreversíveis.

## Tecnologia
Tecnologias computacionais têm sido comumente empregadas para projetar móveis, sob a função de representar ambientes realísticos através da representação gráfica tridimensional.

## Produtos
Alguns objetos comumente fabricados em marcenarias: portas, escadas, portais, alisar, guarda-corpo, caixilhos, corrimão, treliças, rodapés, entalhes, prateleiras, armários embutidos, frontão de lareiras.